# 로우패스 필터

현실적인 저주파 통과 필터 중 하나인 RC 필터의 다이어그램.

로우패스 필터(Low-pass filter, LPF) 또는 저주파 통과 필터는 특정한 차단 주파수 이상 주파수의 신호를 감쇠시켜 차단 주파수 이하의 주파수 신호만 통과시키는 필터를 의미한다. 필터의 세부적인 주파수 응답은 필터 설계에 따라 달라진다. 이러한 저주파 통과 필터는 종종 오디오 부문에서 고주파 차단 필터(high-cut filter)나 고역 차단 필터(treble-cut filter)이라 부르기도 한다. 저주파 통과 필터와 반대의 기능을 하는 필터로 고주파 통과 필터가 있다.
광학에서는 "하이 패스"(High-pass)와 "로우 패스"(Low-pass)가 주파수와 빛의 파장 중 어느 쪽에 속하느냐에 따라서 서로 다른 의미를 가질 수 있다. 주파수의 하이 패스 필터(고주파 통과 필터)는 파장의 로우 패스 필터가 되며, 반대로 주파수의 로우 패스 필터(저주파 통과 필터)는 파장의 하이 패스 필터가 될 수 있다. 이 때문에 광학에서 파장 필터는 혼란을 막기 위해 로우 패스/하이 패스 대신 롱 패스(Long-pass), 숏 패스(Short-pass)라고 부른다.
저주파 통과 필터는 단시간에 튀어나오는 잡음 성분인 고주파 성분을 제거하고 장기 추세 신호만 통과시키기 때문에 보다 신호를 부드럽게 만들 때 사용된다. 보통 음성에 사용되는 히스 필터나 아날로그-디지털 변환 중 신호 전처리를 위한 안티에일리어싱 필터, 데이터 세트 평활화를 위한 디지털 필터, 가우시안 블러 등 다양한 분야에서 응용된다. 또한 금융 분야에 사용되는 이동평균필터 또한 특정한 종류의 저주파 통과 필터에 해당되며, 다른 저주파 통과 필터에 사용하는 것과 같은 신호 처리 기술로 분석할 수 있다.

## 이상적인 필터와 현실적인 필터

이상적인 저주파 통과 필터의 시간 영역 임펄스 응답 함수인 싱크함수의 그래프.

1차 저주파 통과 필터의 크기 이득 주파수 응답 그래프. 신호 이득은 데시벨 단위로 표기한다. 예를 들어 차단 주파수 이상에서는 신호가 3dB의 기울기로 감쇠된다. 각진동수는 초당 라디안(rad/s) 단위로, 로그 척도로 그려저 있다.

이상적인 저주파 통과 필터는 차단 주파수 이상의 주파수 대역 신호는 완전히 차단하고 그 이하의 주파수 대역 신호는 완전히 통과시키는 필터로, 이 필터의 주파수 응답은 구형함수 모양의 "벽돌담 필터"에 해당한다. 실제 필터에 존재하는 전이 대역이 이상적인 필터에서는 존재하지 않는다. 이상적인 저대역 통과 필터는 수학적으로 주파수 영역에서 구형함수에 신호를 곱하거나 시간 영역에서 임펄스 응답과 싱크함수를 합성곱(컨볼루션) 하는 방법으로 만들 수 있다.
하지만 싱크함수 자체의 정의역이 음의 무한대 시간부터 양의 무한대 시간까지 존재하기 때문에 이상적인 필터는 무한한 시간 범위의 신호를 가져야만 만들 수 있어 구현하는 것이 물리적으로 불가능하기 때문에 보통은 실제 진행중인 신호에 대해 근사적으로만 구현할 수 있다. 그러므로 필터가 완벽한 컨볼루션을 하기 위해서는 무한한 지연 시간을 가지거나 무한한 과거와 미래에 대한 신호가 무엇인지 알고 있어야 한다. 일반적으로는 머나먼 과거와 미래의 신호를 0이라고 가정하여 사전에 만들어진 디지털 신호를 만들거나 신호를 반복해 만들어 푸리에 해석을 사용하는 방식으로 해결한다.
현실 세계에서 사용하는 현실적인 필터는 무한 임펄스 응답을 잘라내고 윈도우 함수를 사용해 유한 임펄스 응답을 만들어 이상적인 필터와 비슷하게 구현한다. 이 필터를 실제로 적용하러면 약간의 시간이 흐른 후의 "미래를 봐야만" 구현되므로 필터의 출력 신호는 약간 지연되어 나온다. 이 때 응답 신호의 지연은 위상 지연으로 나타난다. 근사치의 정확도를 높이기 위해서는 지연도 더 길어져야 한다.
이상적인 저주파 통과 필터는 깁스 효과로 인해 링잉 아티팩트가 나타난다. 윈도우 함수를 어떻게 선택하느냐에 따라 이런 아티팩트가 줄어드거나 더 늘어나며 실제 필터의 설계와 선택에서는 이러한 아티팩트를 이해하고 줄이는 과정도 존재한다. 예를 들어 신호 재구성에서 "싱크 함수 양단을 단순히 잘라내면 심각한 링잉 아태픽트가 발생"하며, 이런 아티팩트를 줄이기 위해 "양단이 더 부드럽게 감쇠되는 윈도우 함수"를 이용한다.

## 시간 응답

가장 간단한 1차 저주파 통과 필터인 RC 회로.

저주파 통과 필터의 시간 응답은 가장 간단한 1차 저주파 통과 필터인 RC 필터의 응답을 해석하여 풀 수 있다. 키르히호프의 전기회로 법칙으로 미분방정식을 세워 풀어낸 시간 응답은 다음과 같다.
{\displaystyle v_{\text{out}}(t)=v_{\text{in}}(t)-RC{\frac {\operatorname {d} v_{\text{out}}}{\operatorname {d} t}}}
예를 들어, 단위 계단 함수의 응답의 경우 계단 함수 {\displaystyle v_{\text{in}}(t)}의 크기가 {\displaystyle V_{i}}인 경우 미분방정식의 해가 아래와 같이 나온다.
{\displaystyle v_{\text{out}}(t)=V_{i}(1-e^{-\omega _{0}t})}
여기서 {\displaystyle \omega _{0}={1 \over RC}}는 필터의 차단 주파수이다.

## 주파수 응답
주파수 응답을 구하는 가장 빠른 방법은 라플라스 변환 전달 함수인 {\displaystyle H(s)={V_{\rm {out}}(s) \over V_{\rm {in}}(s)}}를 구하는 것이다.
미분방정식에 라플라스 변환을 하여 {\displaystyle H(s)}를 구하면 다음과 같다.
{\displaystyle H(s)={V_{\rm {out}}(s) \over V_{\rm {in}}(s)}={\omega _{0} \over (s+\omega _{0})}}

## 이산 시간 샘플링의 미분방정식
이산 선형 미분 방정식은 {\displaystyle n=0,1,...}의 이산 간격으로 {\displaystyle T}마다, 즉 {\displaystyle nT}시간 만큼 샘플링하여 만들 수 있다. 샘플링된 두 신호의 차이는 다음과 같이 구할 수 있다.
{\displaystyle v_{\rm {out}}(nT)-v_{\rm {out}}((n-1)T)=V_{i}(1-e^{-\omega _{0}nT})-V_{i}(1-e^{-\omega _{0}((n-1)T)})}
여기서 {\displaystyle v_{\rm {out}}(nT)}를 구하면 다음과 같다.
{\displaystyle v_{\rm {out}}(nT)=\beta v_{\rm {out}}((n-1)T)+(1-\beta )V_{i}}
여기서 {\displaystyle \beta =e^{-\omega _{0}T}}이다.
위 식에서 {\displaystyle V_{n}=v_{\rm {out}}(nT)}, {\displaystyle v_{n}=v_{\rm {in}}(nT)}으로 대입하고 샘플링한 값인 {\displaystyle v_{n}=V_{i}}를 대입하면 아래와 같은 미분방정식을 얻을 수 있다.
{\displaystyle V_{n}=\beta V_{n-1}+(1-\beta )v_{n}}

## 전기 회로

### 1차 필터

1차 수동 저주파 통과 필터인 RC 회로.

전기 회로로 만든 대표적인 1차 저주파 통과 필터는 부하와 저항기를 직렬로 연결하고 축전기를 병렬로 연결하여 만든다. 이를 RC 필터라고 한다. 축전기는 리액턴스를 가져 저주파 신호를 차단하여 부하로 저주파가 가도록 한다. 높은 주파수에서는 리액턴스가 감소하므로 캐피시터가 사실상 단락시킨다. 저항기와 축전기가 합쳐져서 필터에는 시간 상수 {\displaystyle \scriptstyle \tau \;=\;RC}가 존재한다. 차단 주파수는 바로 이 시간 상수에 따라 결정된다.
{\displaystyle f_{\mathrm {c} }={1 \over 2\pi \tau }={1 \over 2\pi RC}}
단위를 rad/s로 바꿀 경우 다음과 같다.
{\displaystyle \omega _{\mathrm {c} }={1 \over \tau }={1 \over RC}}
1차 필터는 RC 필터 외에도 저항기와 인덕터를 결합한 RL 회로로도 만들 수 있다. 1차 RL 필터는 저항 1개와 인덕터 1개로 구성되며 가장 간단한 아날로그 무한 임펄스 응답 전자 필터 중 하나이다.

## 같이 보기
- 하이패스 필터 (고주파 통과 필터, HPF)